# Polevskoï
Polevskoï (en russe : Полевской) est une ville de l'oblast de Sverdlovsk, en Russie. Sa population s'élevait à 62 718 habitants en 2015.

## Géographie
Polevskoï est située à 28 km au sud de Degtiarsk, à 50 km au sud-ouest de Iekaterinbourg et à 1 397 km à l'est de Moscou.

## Histoire
La ville fut fondée dans le premier quart du XVIIIe siècle près de mines de cuivre. La première mine fut ouverte en 1702 et le développement commercial débuta en 1718. En 1724-1727, une usine fut construite pour le traitement du minerai. La ville est connue pour le mont Doumnaïa, où un monument a été érigé en hommage aux combattants de l'Armée rouge qui moururent face à l'armée de Koltchak, pendant la guerre civile. Le mont Doumnaïa et ses environs sont aussi mentionnés dans des histoires de l'écrivain Pavel Bajov (1879-1950), auteur de plusieurs livres sur la guerre civile. Polevskoï accéda au statut de commune urbaine en 1928, puis à celui de ville en 1942. La ville moderne a absorbé les territoires des villages de Goumechki, Polevskoï et Severski.

## Population
Recensements (*) ou estimations de la population
| 1926* | 1931  | 1939*  | 1959*  | 1970*  | 1979*  |
| ----- | ----- | ------ | ------ | ------ | ------ |
| 7 586 | 9 200 | 24 931 | 47 102 | 57 557 | 64 078 |

| 1989*  | 2002*  | 2010*  | 2013   | 2014   | 2015   |
| ------ | ------ | ------ | ------ | ------ | ------ |
| 70 632 | 66 761 | 64 220 | 63 412 | 62 904 | 62 718 |

## Économie
L'économie de Polevskoï repose sur l'industrie métallurgique, les matériaux de construction, les aciers spéciaux, la construction mécanique, etc. Les principales entreprises sont : 
- Severski Troubny Zavod (en russe : Северский трубный завод) : usine de tubes d'acier et d'aciers spéciaux mise en service en 1980 ; fait partie du groupe TMK depuis 2007[3].
- Ioujno-Ouralski Kriolitovy Zavod (en russe : Южно-Уральский Криолитовый Завод), du groupe RusAl, créée en 1907, qui produit de l'acide fluorhydrique, du trifluorure d'aluminium, de la cryolite et du fluorure de sodium[4].

Ces deux usines sont d'importantes sources de pollution.